# 皮夏京齊 (舒姆西克區)
49°58′13″N 25°56′5″E / 49.97028°N 25.93472°E

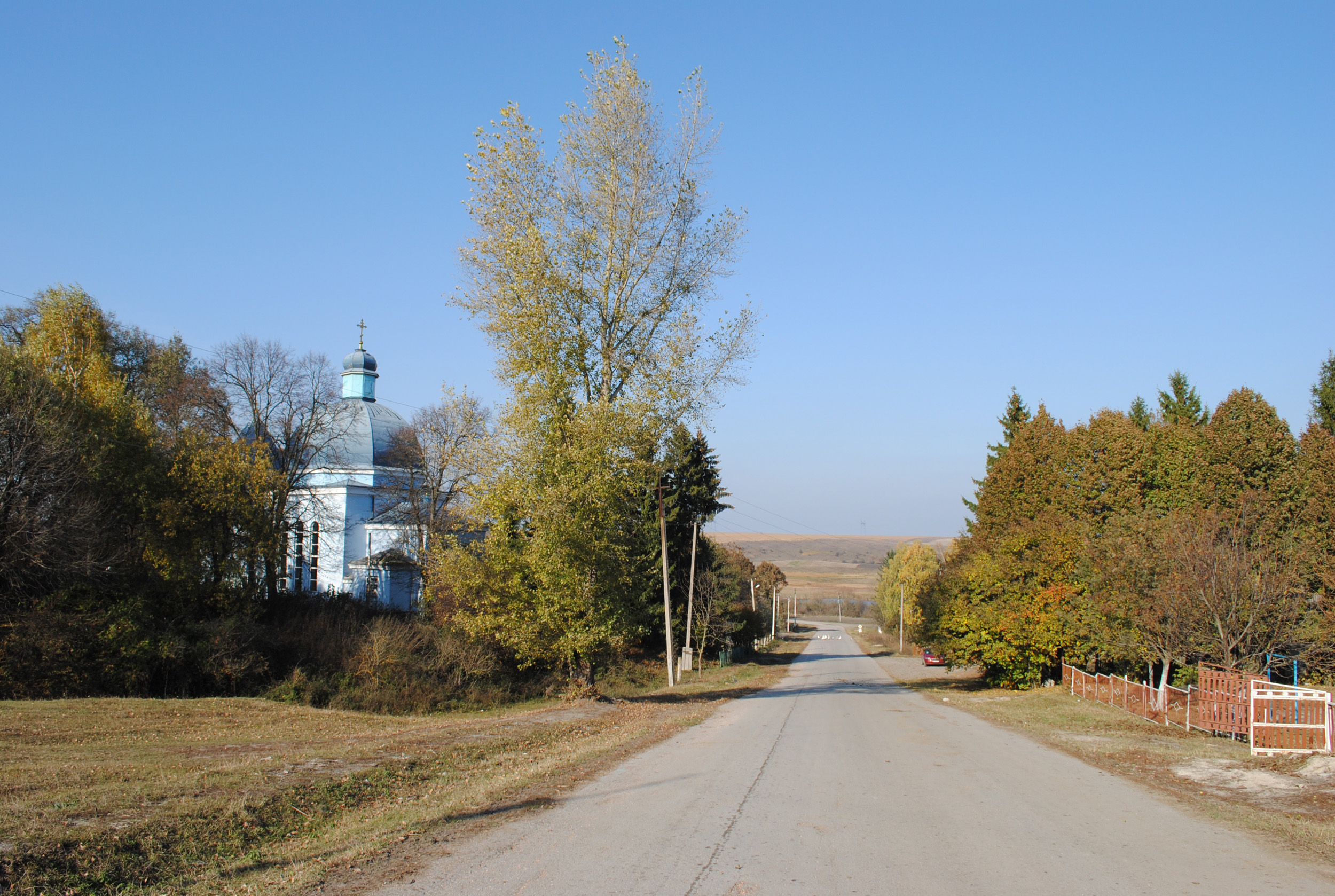

皮夏京齊（烏克蘭語：Піщатинці）是位於烏克蘭西部特諾皮爾州裏克列梅涅茨區的村莊，始建於1545年，面積4.43平方公里，2001年人口627，人口密度每平方公里141.47人。